# Rezerwat przyrody Przełom Białki pod Krempachami
Przełom Białki pod Krempachami – krajobrazowy rezerwat przyrody w województwie małopolskim, w powiecie nowotarskim. Jest położony na terenie miejscowości Krempachy i Nowa Biała (gmina Nowy Targ), niewielki jego fragment leży także w miejscowości Trybsz (gmina Łapsze Niżne).
Rezerwat leży w granicach Południowomałopolskiego Obszaru Chronionego Krajobrazu oraz obszaru siedliskowego sieci Natura 2000 PLH120024 „Dolina Białki”.

## Dane ogólne
Rezerwat obejmuje krótki przełom rzeki Białki, pomiędzy skałkami Kramnicą (688 m n.p.m., wysokość względna 65 m) na prawym brzegu i Obłazową (670 m n.p.m., wysokość względna 47 m) na lewym. Prócz tych dwóch większych skał występują jeszcze dwie mniejsze (m.in. Okrągła Skałka). Formalnie rzecz biorąc rezerwat należy do dwóch mezoregionów geograficznych: Kramica znajduje się w Pieninach Spiskich, Obłazowa w Kotlinie Orawsko-Nowotarskiej. Granicą między tymi mezoregionami jest Białka. Faktycznie jednak obydwie te skały są tego samego pochodzenia i stanowiły kiedyś jeden masyw, zostały rozcięte przez Białkę, która utworzyła w nich przełom o szerokości 100 m. Jej koryto wyścielone jest przyniesionymi z Tatr i obrobionymi podczas tego transportu otoczakami granitowymi.
Po raz pierwszy utworzono tutaj rezerwat przyrody w 1931 na powierzchni 7,5 ha, w 1959 potwierdzono jego status prawny, zwiększając powierzchnię do 8,51 ha. Rezerwat utworzono ze względu na wielkie walory przyrodnicze, krajobrazowe i naukowe tego miejsca. Występuje tutaj reliktowa roślinność naskalna i zabytki archeologiczne.

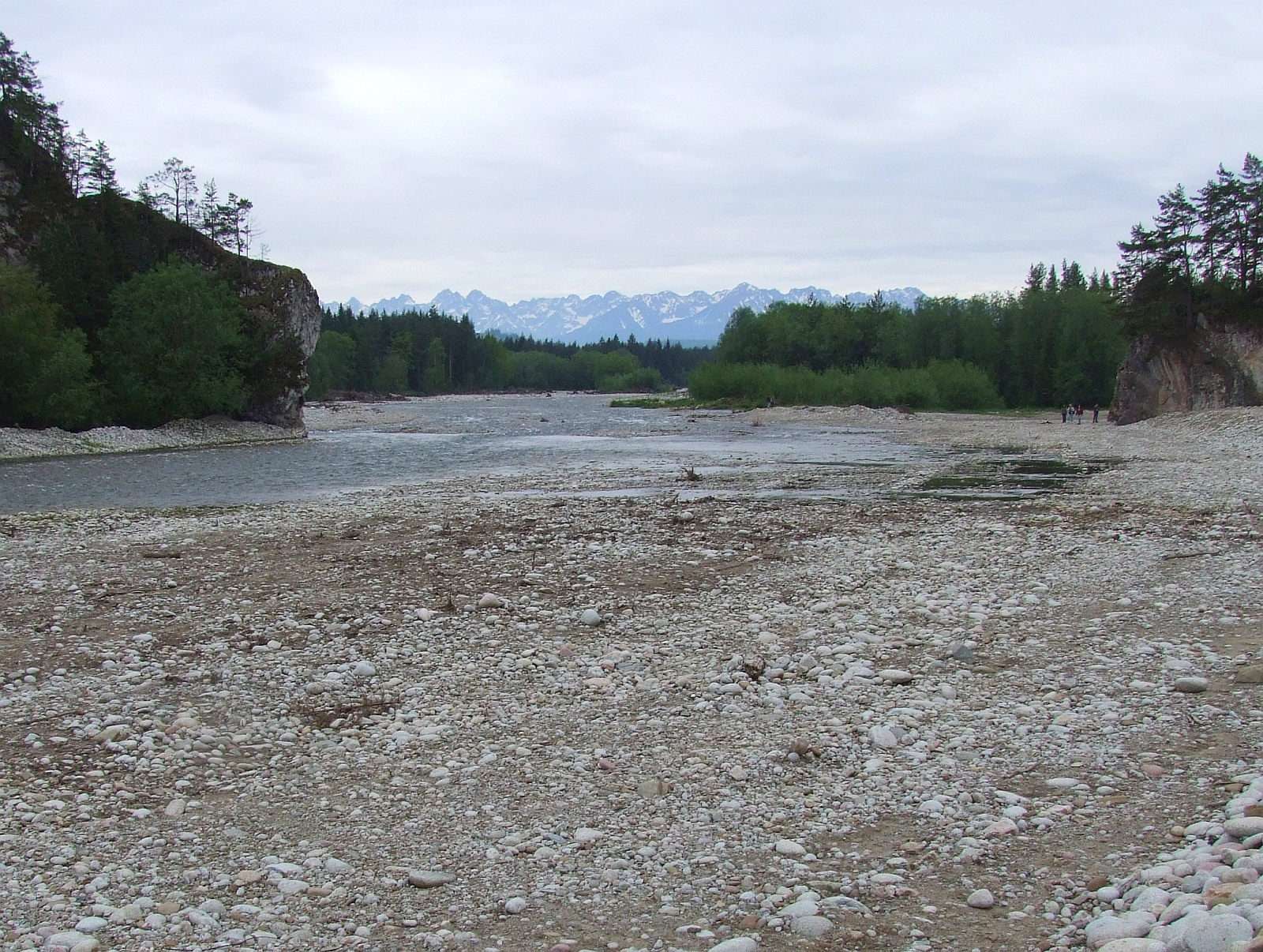
Przełom Białki i widok na Tatry

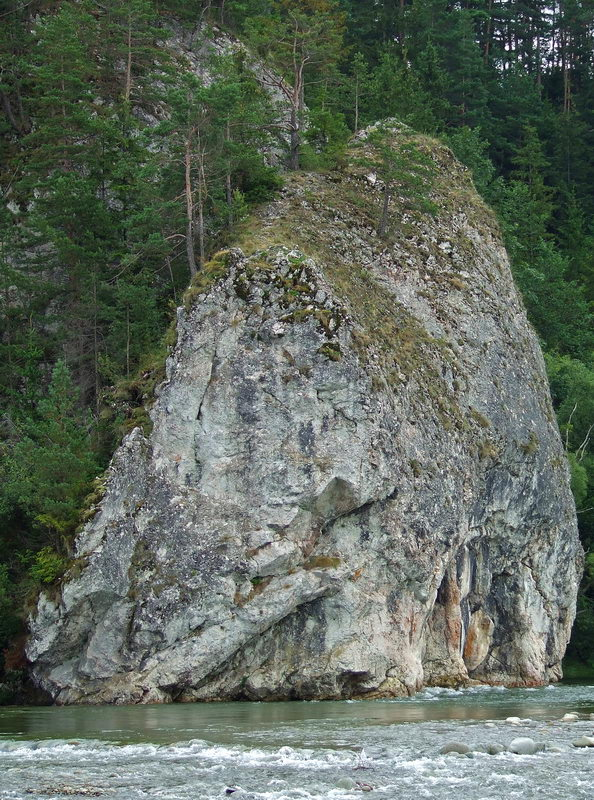
Przełom Białki – Kramnica

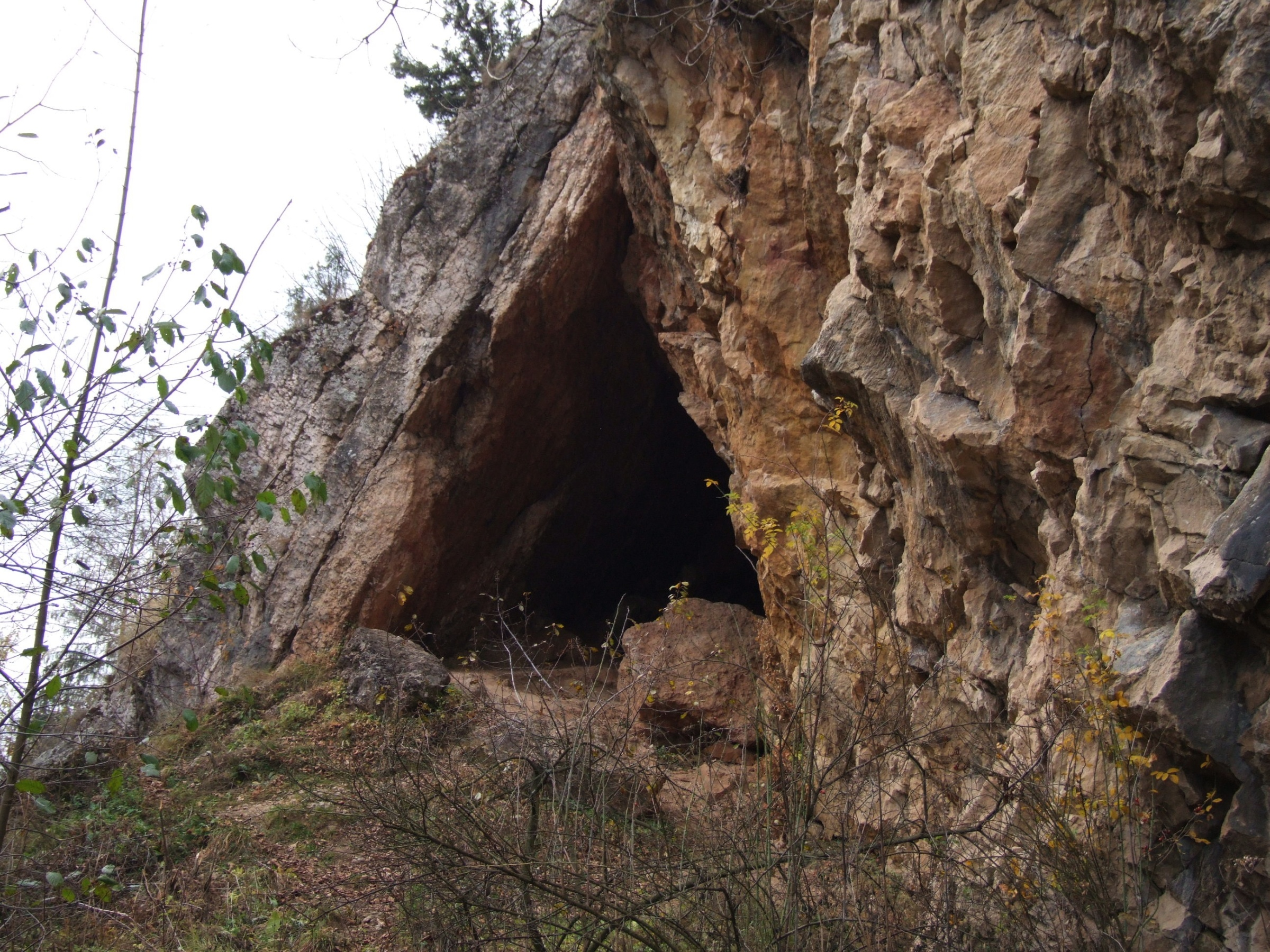
Przełom Białki – jedna z jaskiń w Obłazowej

## Geologia i archeologia
Skały zbudowane są z białych wapieni krynoidowych i czerwonych wapieni bulastych poprzetykanych ceglastoczerwonymi marglami. Występują w nich 3 jaskinie: Jaskinia Obłazowa, Schronisko w Obłazowej I i Schronisko w Obłazowej II. Podczas badań archeologicznych prowadzonych w latach 1985–1992 w Jaskini Obłazowej odkryto ślady człowieka z różnych epok: od środkowego i górnego paleolitu po średniowiecze. Są to najstarsze ślady człowieka w Pieninach – pochodzą sprzed 40 tys. lat. Podczas badań prowadzonych w latach 1989–1995 w jaskini znaleziono m.in. dobrze zachowany, pochodzący sprzed 30 tys. lat bumerang z ciosu mamuta, jest to najstarszy bumerang na świecie. Znaleziono także szczątki zwierząt z owego okresu, m.in.: nosorożca włochatego, lwa jaskiniowego, hieny jaskiniowej. Wejście do jaskini jest zamknięte. Ponadto na ścianach Obłazowej widoczne są skamieniałości, głównie amonity jurajskie.

## Flora
W rezerwacie występuje bogata flora. Naliczono tutaj 105 gatunków roślin wapieniolubnych i liczne gatunki górskie, w tym aż 10 gatunków alpejskich, które przybyły tutaj z Tatr z wodami Białki. Według Krystyny Grodzińskiej, autorki monograficznego opracowania flory Spiszu, miało to miejsce głównie w okresie polodowcowym, o czym świadczy fakt, że kolonia tych roślin występuje również na Cisowej Skale (woda z Białki wówczas płynęła u jej podnóża).

## Turystyka
Okolice rezerwatu są atrakcyjne dla turystów i wczasowiczów. W pobliżu znajdują się inne jeszcze wapienne skały (Skałki Dursztyńskie, Cisowa Skała). Białka to jedna z najczystszych i najzimniejszych rzek w Polsce, podczas upałów daje ochłodę, a jej kamieniska są wykorzystywane jako plaża. Z wierzchołka Kramnicy i Obłazowej widać całą okolicę od Jeziora Czorsztyńskiego po Tatry. Skały te są atrakcyjne dla wspinaczy skałkowych. Jest tu około 30 dróg wspinaczkowych o różnym stopniu trudności: od 30 m wysokości w ścianie Kramnicy (ringi, spity, stanowiska z dwóch punktów połączonych łańcuchami ze stalowym karabinkiem zakręcanym) po krótsze i słabiej ubezpieczone w Obłazowej.
Na terenie rezerwatu kręcono niektóre sceny do filmów Janosik, Trzecia granica oraz Karol. Człowiek, który został papieżem.

## Zagrożenia ekologiczne
Duża atrakcyjność turystyczna rezerwatu powoduje, że ściągają tutaj licznie turyści, wspinacze skałkowi i weekendowi wczasowicze, nowożeńcy robią zdjęcia ślubne. Tak duży ruch stanowi zagrożenie dla unikatowego rezerwatu. Mimo zakazu palone są ogniska, teren jest zaśmiecany, niszczona jest roślinność, w tym gatunki chronione prawnie, podłoże rozjeżdżane jest przez pojazdy, skały i porastająca je roślinność rozdeptywana przez wychodzących na nie ludzi, do rzeki wypuszczane są zanieczyszczenia.